# 整合规范文档

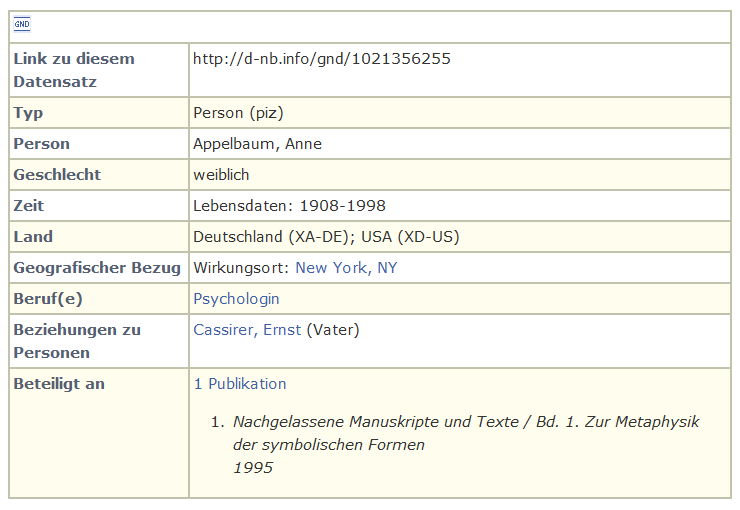
一個GND截圖

整合规范文档（德語：Gemeinsame Normdatei，简称）是一种国际性的规范控制，可用于组织个人姓名和主题栏目，整合图书馆目录。图书馆用这种方式进行文档管理，但它也越来越多地被档案馆和博物馆采用。整合规范文件由德意志国家图书馆和全欧洲各德语区的图书馆网络合作管理，使用CC0版权协议。